# Museu Canadense de Natureza
O Museu Canadense de Natureza, anteriormente chamado de Museu Nacional de Ciências Naturais, é um museu do Canadá, construído sobre o estilo gótico. O espaço cultural é reconhecido por ser um dos principais pontos referências da ciência.
Feita por com uma estrutura em pedra em Ottawa,Ontário, projetada por David Ewart, arquiteto, o projeto foi feito com a intenção de programar as estruturas de pedras que estavam na extremidade da Rua de Metcalfe. Suas quatro principais coleções, que foram iniciadas pelo Geological Survey do Canada, em 1856, são Botânica, Mineralogia, Paleontologia e Zoologia. Atualmente, as coleções abrigam mais de 14,6 milhões de espécies.
O Museu é afiliado à Associação Canadense de Museus , à Rede Canadense de Informação Patrimonial , à Aliança dos Museus de História Natural do Ártico, à Aliança de Museus de História Natural do Canadá e ao Museu Virtual do Canadá .
A programação cultural do museu conta com oito exposições fixas. São elas: Galeria de fóssil; Galeria da Terra; Galeria de mamíferos; Galeria da água, Galeria dos pássaros; Vida da Natureza; Galeria Parede de Pedra; Paisagens de jardins do Canadá  